# Eccellenza Lazio 2007-2008
Il campionato italiano di calcio di Eccellenza regionale 2007-2008 è stato il diciassettesimo organizzato in Italia. Rappresenta il sesto livello del calcio italiano. Il campionato si è concluso con la vittoria del Civitavecchia per il girone A, al suo secondo titolo, e del Gaeta per il girone B, al suo primo titolo.
Tutte le squadre iscritte al campionato di Eccellenza, assieme a quelle del campionato di Promozione, hanno diritto a partecipare alla Coppa Italia Dilettanti Lazio.

## Stagione

### Aggiornamenti
A inizio stagione la Viribus Borgo Montello cambia denominazione e sede sociale: si sposta a Latina e viene fondato il Football Club Latina, iscrivendosi al campionato di Eccellenza.
Un'altra acquisizione riguarda il Civitavecchia. La dirigenza della squadra, appena promossa in Seconda Categoria acquisisce il titolo della Civitavecchiese, fresca di retrocessione dalla Serie D e si iscrive al campionato di Eccellenza.
D'altro canto la categoria perde una sua protagonista: La dirigenza del Civita Castellana cambia nome alla società e si sposta a Rignano Flaminio, iscrivendo la squadra al campionato con questo nome e perdendo di fatto la continuità con la squadra viterbese.
A completamento di organici viene ripescato il Centro Italia Stella d'oro, classificatosi 13º nel girone A della precedente stagione e uscito sconfitto dai play-out e dalla Promozione salgono il Tor Sapienza (vincitore della Coppa Italia di Promozione) e la Nuova Roccasecca.
Di seguito la composizione dei gironi fornita dal Comitato Regionale Lazio.

## Girone A

### Squadre partecipanti
| Club                        | Città (provincia)              | Stagione precedente                                |
| --------------------------- | ------------------------------ | -------------------------------------------------- |
| ALMAS                       | Roma                           | 6º posto in Eccellenza Lazio, Girone A             |
| Anziolavinio                | Anzio (RM)                     | 17º posto in Serie D, Girone G, retrocesso         |
| Aprilia                     | Aprilia (LT)                   | 4º posto in Eccellenza Lazio, Girone A             |
| Castel di Leva Divino Amore | Roma                           | 8º posto in Eccellenza Lazio, Girone A             |
| Cecchina                    | Cecchina (Albano Laziale) (RM) | 8º posto in Eccellenza Lazio, Girone B             |
| Centro Italia Stella d'Oro  | Rieti (RI)                     | 13º posto in Eccellenza Lazio, Girone A, ripescato |
| Civitavecchia               | Civitavecchia (RM)             | -                                                  |
| Fiumicino                   | Fiumicino (RM)                 | 1º posto in Promozione Lazio, Girone B, promosso   |
| Flaminia Rignano            | Rignano Flaminio (RM)          | -                                                  |
| Fregene                     | Fregene (Fiumicino) (RM)       | 14º posto in Eccellenza Lazio, Girone A            |
| Giada Maccarese             | Maccarese (Fiumicino) (RM)     | 11º posto in Eccellenza Lazio, Girone A            |
| Ladispoli                   | Ladispoli (RM)                 | 12º posto in Eccellenza Lazio, Girone A            |
| Marta                       | Marta (VT)                     | 1º posto in Promozione Lazio, Girone A, rromosso   |
| Nuova Tor Tre Teste         | Tor Tre Teste (Roma) (RM)      | 10º posto in Eccellenza Lazio, Girone A            |
| Pomezia                     | Pomezia (RM)                   | 3º posto in Eccellenza Lazio, Girone A             |
| Santa Marinella             | Santa Marinella (RM)           | 7º posto in Eccellenza Lazio, Girone A             |
| Sorianese                   | Soriano nel Cimino (VT)        | 16º posto in Eccellenza Lazio, Girone A            |
| Torri in Sabina             | Torri in Sabina (RI)           | 9º posto in Eccellenza Lazio, Girone A             |

### Classifica finale
Fonte:
|  | Pos. | Squadra                     | Pt | G  | V  | N  | P  | GF | GS | DR  |
|  | ---- | --------------------------- | -- | -- | -- | -- | -- | -- | -- | --- |
|  | 1.   | Civitavecchia               | 78 | 34 | 23 | 9  | 2  | 64 | 26 | +38 |
|  | 2.   | Aprilia                     | 63 | 34 | 19 | 9  | 7  | 63 | 33 | +30 |
|  | 3.   | Cecchina                    | 60 | 34 | 17 | 9  | 8  | 47 | 36 | +11 |
|  | 4.   | ALMAS                       | 58 | 34 | 17 | 7  | 10 | 51 | 31 | +20 |
|  | 5.   | Flaminia Rignano            | 58 | 34 | 17 | 7  | 10 | 49 | 45 | +4  |
|  | 6.   | Pomezia                     | 53 | 34 | 14 | 11 | 9  | 60 | 39 | +21 |
|  | 7.   | Castel di Leva Divino Amore | 49 | 34 | 13 | 10 | 11 | 42 | 39 | +3  |
|  | 8.   | Nuova Tor Tre Teste         | 48 | 34 | 12 | 12 | 10 | 29 | 27 | +2  |
|  | 9.   | Giada Maccarese             | 44 | 34 | 10 | 14 | 10 | 31 | 32 | -1  |
|  | 10.  | Anziolavinio                | 43 | 34 | 10 | 13 | 11 | 45 | 43 | +2  |
|  | 11.  | Torri in Sabina             | 41 | 34 | 11 | 8  | 15 | 33 | 35 | -2  |
|  | 12.  | Marta                       | 40 | 34 | 9  | 13 | 12 | 32 | 39 | -7  |
|  | 13.  | Santa Marinella             | 38 | 34 | 10 | 8  | 16 | 35 | 46 | -11 |
|  | 14.  | Fiumicino                   | 37 | 34 | 9  | 10 | 15 | 34 | 43 | -9  |
|  | 15.  | Ladispoli                   | 37 | 34 | 10 | 7  | 17 | 34 | 47 | -13 |
|  | 16.  | Centro Italia Stella d'Oro  | 32 | 34 | 8  | 8  | 18 | 27 | 44 | -17 |
|  | 17.  | Fregene                     | 29 | 34 | 6  | 11 | 17 | 23 | 52 | -29 |
|  | 18.  | Sorianese                   | 23 | 34 | 5  | 8  | 21 | 35 | 77 | -42 |

Legenda:
      Promossa in Serie D 2008-2009.
      Ammessa ai Play-off nazionali.
 Ai play-out.
      Retrocesse in Promozione Lazio 2008-2009.
Regolamento:
Tre punti a vittoria, uno a pareggio, zero a sconfitta.
Note:
Il Santa Marinella è stato poi ripescato in Eccellenza Lazio 2008-2009.

### Risultati

#### Tabellone
|                             | ALM  | ANZ  | APR  | CAS  | CEC  | CEN  | CER  | CIV  | FIU  | FRE  | GIA  | LAD  | MAR  | NUO  | NUO  | POM  | SAN  | TOR  |
| --------------------------- | ---- | ---- | ---- | ---- | ---- | ---- | ---- | ---- | ---- | ---- | ---- | ---- | ---- | ---- | ---- | ---- | ---- | ---- |
| Almas                       | –––– | 2-0  | 2-1  | 2-1  | 1-1  | 0-1  | 2-0  | 0-1  | 1-0  | 1-1  | 0-1  | 4-1  | 3-0  | 7-0  | 3-0  | 2-2  | 3-1  | 0-1  |
| Anziolavinio                | 1-1  | –––– | 2-3  | 2-0  | 2-2  | 2-0  | 0-1  | 2-2  | 3-0  | 1-2  | 1-1  | 2-0  | 1-2  | 3-1  | 1-1  | 3-2  | 3-2  | 1-1  |
| Aprilia                     | 2-1  | 1-0  | –––– | 2-0  | 1-1  | 1-0  | 6-2  | 1-3  | 0-0  | 0-0  | 1-1  | 2-0  | 3-2  | 5-1  | 2-0  | 4-1  | 4-1  | 4-2  |
| Castel di Leva Divino Amore | 2-0  | 0-0  | 1-0  | –––– | 0-0  | 1-1  | 1-1  | 3-4  | 4-0  | 1-0  | 1-0  | 0-0  | 1-1  | 4-2  | 1-0  | 3-0  | 0-0  | 2-1  |
| Cecchina                    | 1-0  | 2-1  | 2-0  | 1-0  | –––– | 3-0  | 1-1  | 1-2  | 2-0  | 1-0  | 3-1  | 3-1  | 1-0  | 4-1  | 1-0  | 1-0  | 2-0  | 1-0  |
| Centro Italia Stella d'Oro  | 2-1  | 1-2  | 1-2  | 0-2  | 4-2  | –––– | 3-0  | 0-2  | 0-0  | 1-2  | 0-1  | 1-1  | 0-2  | 2-1  | 0-1  | 0-5  | 2-2  | 0-1  |
| Flaminia Rignano            | 0-0  | 2-2  | 1-0  | 1-0  | 2-2  | 2-1  | –––– | 1-0  | 2-1  | 3-1  | 1-2  | 1-2  | 4-2  | 2-1  | 0-1  | 1-2  | 3-0  | 2-1  |
| Civitavecchia               | 3-1  | 3-1  | 2-2  | 1-1  | 2-0  | 0-0  | 1-0  | –––– | 3-3  | 5-0  | 1-0  | 2-1  | 2-1  | 5-1  | 1-0  | 1-1  | 3-0  | 1-0  |
| Fiumicino                   | 0-1  | 2-2  | 2-1  | 4-0  | 2-0  | 0-0  | 0-1  | 0-2  | –––– | 3-1  | 0-2  | 3-2  | 0-0  | 2-2  | 1-1  | 1-2  | 1-2  | 1-0  |
| Fregene                     | 0-1  | 0-0  | 0-0  | 2-2  | 2-2  | 1-0  | 1-1  | 0-1  | 0-1  | –––– | 0-0  | 2-0  | 0-2  | 1-2  | 0-0  | 1-7  | 1-0  | 2-0  |
| Giada Maccarese             | 0-1  | 0-2  | 0-0  | 3-2  | 3-1  | 0-0  | 0-0  | 0-0  | 0-0  | 1-1  | –––– | 1-1  | 1-1  | 2-0  | 1-2  | 1-0  | 2-2  | 1-0  |
| Ladispoli                   | 1-2  | 3-0  | 0-3  | 0-2  | 0-1  | 2-1  | 2-3  | 2-0  | 0-1  | 1-0  | 3-0  | –––– | 1-0  | 2-1  | 0-1  | 1-1  | 0-1  | 1-0  |
| Marta                       | 0-2  | 1-0  | 0-5  | 1-0  | 1-1  | 0-1  | 0-1  | 1-2  | 2-2  | 2-0  | 1-1  | 0-0  | –––– | 1-1  | 0-0  | 2-1  | 1-0  | 0-0  |
| Sorianese                   | 2-3  | 1-1  | 0-3  | 3-3  | 4-2  | 2-0  | 1-2  | 0-4  | 0-1  | 0-0  | 2-3  | 0-2  | 0-2  | –––– | 0-1  | 0-0  | 2-1  | 1-0  |
| Nuova Tor Tre Teste         | 1-2  | 1-0  | 3-0  | 1-2  | 2-0  | 1-0  | 0-2  | 1-1  | 1-0  | 3-1  | 0-0  | 2-2  | 1-1  | 1-1  | –––– | 0-1  | 1-0  | 0-1  |
| Pomezia                     | 1-1  | 1-1  | 1-1  | 2-0  | 1-0  | 1-1  | 2-3  | 1-2  | 3-2  | 6-1  | 2-1  | 3-0  | 1-1  | 4-0  | 2-2  | –––– | 3-1  | 1-0  |
| Santa Marinella             | 2-0  | 2-3  | 0-2  | 1-2  | 1-1  | 0-1  | 3-0  | 0-0  | 1-0  | 2-0  | 1-0  | 1-1  | 2-1  | 2-2  | 0-0  | 1-0  | –––– | 1-0  |
| Torri Sabina                | 1-1  | 0-0  | 1-1  | 3-0  | 0-1  | 1-3  | 4-3  | 1-2  | 2-1  | 2-0  | 2-1  | 3-1  | 1-1  | 2-0  | 0-0  | 0-0  | 2-1  | –––– |

### Spareggi

#### Play-out
|                            | Risultati |                            | Luogo e data                    |
| -------------------------- | --------- | -------------------------- | ------------------------------- |
| Centro Italia Stella d'Oro | 0-0       | Santa Marinella            | Rieti, 18 maggio 2008           |
| Santa Marinella            | 1-1       | Centro Italia Stella d'Oro | Santa Marinella, 25 maggio 2008 |
|                            |           |                            |                                 |

|           | Risultati |           | Luogo e data              |
| --------- | --------- | --------- | ------------------------- |
| Ladispoli | 1-1       | Fiumicino | Ladispoli, 18 maggio 2008 |
| Fiumicino | 0-0       | Ladispoli | Fiumicino 25 maggio 2008  |
|           |           |           |                           |

## Girone B

### Squadre partecipanti
| Club                         | Città (provincia)   | Stagione precedente                              |
| ---------------------------- | ------------------- | ------------------------------------------------ |
| Boville Ernica               | Boville Ernica (FR) | 4º posto in Eccellenza Lazio, Girone B           |
| Ciampino                     | Ciampino (RM)       | 2º posto in Eccellenza Lazio, Girone A           |
| Colleferro                   | Colleferro (RM)     | 14º posto in Eccellenza Lazio, Girone B          |
| Comprensorio Lepino Priverno | Priverno (LT)       | 1º posto in Promozione Lazio, Girone D, promosso |
| Diana Nemi                   | Nemi (RM)           | 5º posto in Eccellenza Lazio, Girone B           |
| Fondi                        | Fondi (LT)          | 13º posto in Eccellenza Lazio, Girone B          |
| Formia                       | Formia (LT)         | 7º posto in Eccellenza Lazio, Girone B           |
| Gaeta                        | Gaeta (LT)          | 3º posto in Eccellenza Lazio, Girone B           |
| Latina                       | Latina              | -                                                |
| Mentana Jenne                | Mentana, Jenne (RM) | 12º posto in Eccellenza Lazio, Girone B          |
| Nuova Roccasecca             | Roccasecca (FR)     | 2º posto in Promozione Lazio, Girone D, ammesso  |
| Pisoniano                    | Pisoniano (RM)      | 16º posto in Serie D, Girone G, retrocesso       |
| Terracina                    | Terracina (LT)      | 6º posto in Eccellenza Lazio, Girone B           |
| Tivoli                       | Tivoli (RM)         | 15º posto in Serie D, Girone G, retrocesso       |
| Tor Sapienza                 | Roma                | 12º posto in Promozione Lazio, Girone B, ammesso |
| Vis Artena                   | Artena (RM)         | 9º posto in Eccellenza Lazio, Girone B           |
| VJS Velletri                 | Velletri (RM)       | 11º posto in Eccellenza Lazio, Girone B          |
| Zagarolo                     | Zagarolo (RM)       | 1º posto in Promozione Lazio, Girone C, promosso |

### Classifica finale
Fonte:
|  | Pos. | Squadra                      | Pt | G  | V  | N  | P  | GF | GS | DR  |
|  | ---- | ---------------------------- | -- | -- | -- | -- | -- | -- | -- | --- |
|  | 1.   | Gaeta                        | 67 | 34 | 20 | 7  | 7  | 80 | 37 | +43 |
|  | 2.   | Formia                       | 65 | 34 | 19 | 8  | 7  | 56 | 26 | +30 |
|  | 3.   | Boville Ernica (-3)          | 65 | 34 | 18 | 11 | 4  | 54 | 26 | +28 |
|  | 4.   | Pisoniano                    | 59 | 34 | 16 | 11 | 7  | 64 | 40 | +24 |
|  | 5.   | Ciampino                     | 56 | 34 | 16 | 8  | 10 | 54 | 40 | +14 |
|  | 6.   | Latina                       | 55 | 34 | 16 | 7  | 11 | 42 | 35 | +7  |
|  | 7.   | Terracina                    | 52 | 34 | 13 | 13 | 8  | 49 | 37 | +12 |
|  | 8.   | VJS Velletri                 | 50 | 34 | 12 | 14 | 8  | 35 | 30 | +5  |
|  | 9.   | Vis Artena                   | 48 | 34 | 13 | 9  | 12 | 46 | 40 | +6  |
|  | 10.  | Fondi                        | 45 | 34 | 10 | 15 | 9  | 49 | 42 | +7  |
|  | 11.  | Zagarolo                     | 43 | 34 | 11 | 10 | 13 | 38 | 42 | -4  |
|  | 12.  | Comprensorio Lepino Priverno | 42 | 34 | 10 | 12 | 12 | 40 | 41 | -1  |
|  | 13.  | Colleferro                   | 42 | 34 | 10 | 12 | 12 | 35 | 44 | -9  |
|  | 14.  | Diana Nemi                   | 42 | 34 | 12 | 6  | 16 | 41 | 54 | -13 |
|  | 15.  | Mentana Jenne                | 33 | 34 | 9  | 6  | 19 | 30 | 60 | -30 |
|  | 16.  | Tivoli (-2)                  | 26 | 34 | 7  | 7  | 20 | 27 | 54 | -27 |
|  | 17.  | Tor Sapienza                 | 19 | 34 | 5  | 4  | 25 | 17 | 63 | -46 |
|  | 18.  | Nuova Roccasecca             | 18 | 34 | 4  | 6  | 24 | 26 | 72 | -46 |

Legenda:
      Promossa in Serie D 2008-2009.
      Ammessa ai Play-off nazionali.
 Ai play-out.
      Retrocesse in Promozione Lazio 2008-2009.
Regolamento:
Tre punti a vittoria, uno a pareggio, zero a sconfitta.
Note:
Il Boville Ernica ha scontato 3 punti di penalizzazione.
Il Tivoli ha scontato 2 punti di penalizzazione.
Il Boville Ernica è stato promosso in Serie D 2008-2009 dopo aver vinto i play-off nazionali.

### Risultati

#### Tabellone
|                              | BOV  | CIA  | COL  | COM  | DIA  | FON  | FOR  | GAE  | LAT  | MEN  | NUO  | PIS  | TER  | TIV  | TOR  | VJS  | VIS  | ZAG  |
| ---------------------------- | ---- | ---- | ---- | ---- | ---- | ---- | ---- | ---- | ---- | ---- | ---- | ---- | ---- | ---- | ---- | ---- | ---- | ---- |
| Boville Ernica               | –––– | 2-2  | 3-0  | 3-2  | 1-0  | 1-0  | 0-1  | 1-0  | 2-1  | 4-1  | 1-0  | 0-0  | 0-0  | 1-1  | 3-0  | 2-0  | 2-0  | 3-3  |
| Ciampino                     | 0-0  | –––– | 2-0  | 1-1  | 2-3  | 2-1  | 2-1  | 1-2  | 2-2  | 1-1  | 0-2  | 1-2  | 0-1  | 2-0  | 1-0  | 4-2  | 2-0  | 3-1  |
| Colleferro                   | 1-2  | 0-0  | –––– | 1-1  | 2-0  | 0-1  | 2-2  | 2-2  | 2-3  | 0-1  | 1-0  | 3-0  | 1-1  | 3-2  | 0-1  | 1-0  | 1-0  | 2-1  |
| Comprensorio Lepino Priverno | 0-2  | 0-1  | 0-0  | –––– | 2-1  | 1-1  | 1-0  | 1-0  | 2-1  | 6-0  | 2-0  | 0-1  | 0-0  | 2-2  | 1-0  | 0-1  | 1-1  | 2-0  |
| Diana Nemi                   | 0-2  | 1-5  | 1-2  | 1-0  | –––– | 4-1  | 1-2  | 4-2  | 0-2  | 0-3  | 3-2  | 2-4  | 3-2  | 0-1  | 3-1  | 0-0  | 1-1  | 3-2  |
| Fondi                        | 1-2  | 0-0  | 1-1  | 1-1  | 1-1  | –––– | 1-1  | 2-5  | 1-1  | 1-0  | 6-2  | 1-1  | 1-2  | 2-2  | 3-0  | 4-2  | 1-0  | 1-0  |
| Formia                       | 1-0  | 4-0  | 3-0  | 2-3  | 0-1  | 1-1  | –––– | 2-1  | 0-0  | 2-0  | 2-0  | 2-4  | 1-0  | 3-0  | 1-0  | 3-1  | 2-0  | 4-0  |
| Gaeta                        | 1-0  | 1-2  | 5-1  | 1-0  | 2-0  | 2-2  | 3-1  | –––– | 3-2  | 6-1  | 6-1  | 3-0  | 2-1  | 3-0  | 4-1  | 3-0  | 3-2  | 3-0  |
| Latina                       | 1-0  | 2-1  | 1-0  | 3-1  | 2-0  | 1-0  | 2-1  | 3-0  | –––– | 2-1  | 0-0  | 2-1  | 1-0  | 1-0  | 2-0  | 0-0  | 0-0  | 0-3  |
| Mentana Jenne                | 1-1  | 1-4  | 2-2  | 2-3  | 1-0  | 2-2  | 0-0  | 1-1  | 2-0  | –––– | 0-1  | 0-3  | 0-3  | 3-0  | 2-0  | 0-1  | 0-2  | 1-0  |
| Nuova Roccasecca             | 1-1  | 1-4  | 3-2  | 1-0  | 1-2  | 0-3  | 0-2  | 0-1  | 0-3  | 0-1  | –––– | 0-2  | 1-3  | 1-2  | 1-2  | 2-4  | 0-5  | 0-0  |
| Pisoniano                    | 2-2  | 2-0  | 1-1  | 1-1  | 1-1  | 1-1  | 0-2  | 1-1  | 2-0  | 5-0  | 3-1  | –––– | 2-2  | 3-1  | 6-0  | 2-1  | 1-0  | 2-2  |
| Terracina                    | 1-1  | 2-1  | 1-1  | 1-1  | 3-0  | 3-2  | 2-4  | 1-1  | 3-1  | 3-1  | 3-3  | 2-1  | –––– | 2-0  | 1-0  | 0-1  | 0-1  | 2-2  |
| Tivoli Calcio                | 0-1  | 0-2  | 0-1  | 0-0  | 0-1  | 1-2  | 0-1  | 1-5  | 1-1  | 2-0  | 2-2  | 1-0  | 1-2  | –––– | 3-1  | 0-2  | 1-2  | 1-0  |
| Tor Sapienza                 | 1-3  | 2-0  | 0-1  | 2-0  | 1-3  | 0-3  | 0-0  | 0-4  | 0-3  | 0-1  | 0-0  | 0-3  | 1-1  | 0-1  | –––– | 1-0  | 0-0  | 0-2  |
| VJS Velletri                 | 1-0  | 0-0  | 0-0  | 3-3  | 0-0  | 0-0  | 0-0  | 1-1  | 2-0  | 2-0  | 3-0  | 2-1  | 0-0  | 1-1  | 3-1  | –––– | 1-1  | 0-0  |
| Vis Artena                   | 2-3  | 1-2  | 3-0  | 4-1  | 3-1  | 1-1  | 0-4  | 1-2  | 1-0  | 2-1  | 2-0  | 3-3  | 1-1  | 2-1  | 3-2  | 0-0  | –––– | 1-2  |
| Zagarolo                     | 2-2  | 2-3  | 1-1  | 3-1  | 0-0  | 1-0  | 1-1  | 1-1  | 1-0  | 1-0  | 1-0  | 2-3  | 1-0  | 2-0  | 1-0  | 0-1  | 0-1  | –––– |

### Spareggi

#### Spareggio ammissione play-off
|        | Risultati |                | Luogo e data           |
| ------ | --------- | -------------- | ---------------------- |
| Formia | 2-4       | Boville Ernica | Formia, 18 maggio 2008 |
|        |           |                |                        |

#### Play-out
|               | Risultati |               | Luogo e data            |
| ------------- | --------- | ------------- | ----------------------- |
| Mentana Jenne | 1-1       | Diana Nemi    | Mentana, 18 maggio 2080 |
| Diana Nemi    | 0-1       | Mentana Jenne | Nemi, 25 maggio 2008    |
|               |           |               |                         |